# Héninel
Héninel is een gemeente in het Franse departement Pas-de-Calais (regio Hauts-de-France) en telt 208 inwoners (2005). De plaats maakt deel uit van het arrondissement Arras.

## Geografie
De oppervlakte van Héninel bedraagt 5,3 km², de bevolkingsdichtheid is 39,2 inwoners per km².
De onderstaande kaart toont de ligging van Héninel met de belangrijkste infrastructuur en aangrenzende gemeenten.

## Demografie
Onderstaande figuur toont het verloop van het inwonertal (bron: INSEE-tellingen).

## Bezienswaardigheden
Op het grondgebied van de gemeente bevinden zich verschillende Britse militaire begraafplaatsen:
- Bootham Cemetery, Heninel-Croisilles Road Cemetery, Heninel Communal Cemetery Extension, Rookery British Cemetery, Cuckoo Passage Cemetery en Cherisy Road East Cemetery.